# Ami Kondo
Ami Kondo 近藤 亜美 (Kondo Ami?) (Nagoya, 9 maggio 1995) è una judoka giapponese, vincitrice della medaglia di bronzo nella categoria 48 kg  a Rio de Janeiro 2016.

## Palmarès
- Giochi olimpici

Rio de Janeiro 2016: bronzo nei 48 kg.
- Mondiali

Chelyabinsk 2014: oro nei 48kg.
Astana 2015: bronzo nei 48kg.
Budapest 2017: bronzo nei 48 kg.